# Thishiwe Ziqubu
Thishiwe Ziqubu, née le 5 août 1985, est une réalisatrice, scénariste et actrice sud-africaine.

## Biographie
Née en 1985, Thishiwe Ziqubu commence à étudier l'écriture de scénarios et la réalisation après le lycée. Elle fréquente ensuite une école de cinéma, l'African Film and Drama Academy (AFDA). Elle a également suivi un programme d'interprétation pour le cinéma à Los Angeles, au sein de la New York Film Academy.
Elle fait ses débuts d'actrice dans le film dramatique Man on Ground de 2011, qui contribue à lancer sa carrière. Elle remporte le prix de la meilleure actrice dans un second rôle aux Africa Movie Academy Awards 2016, pour son interprétation du personnage de Tshaka dans la comédie romantique Tell Me Sweet Something.
En tant que scénariste et réalisatrice, elle écrit et réalise dans un premier temps trois courts métrages indépendants : Out Of Luck, Subdued et Between the Lines. Elle écrit également des scénarios pour les feuilletons télévisés sud-africains Isidingo et Rhythm City, ainsi que pour Is'Thunzi, une série dramatique. Elle écrit (en tant que scénariste en chef) et réalise une série dramatique en quatre parties intitulée Emoyeni.
En 2019, elle réalise les épisodes de la deuxième saison de la série télévisée MTV Shuga Down South.
Par ailleurs, elle a une relation avec une autre actrice, Mandisa Nduna, à partir de 2017 et jusqu’en 2020. Elles rendent cette relation publique sur les réseaux sociaux, devenant de fait l'un des couples porte-drapeaux de la communauté LGBTIQ d’Afrique du Sud, puis annoncent quelques années plus tard leur séparation amicale, en 2020, toujours sur les réseaux sociaux.

## Filmographie comme actrice (extrait)
| Année | Titre                     | Rôle                   |
| ----- | ------------------------- | ---------------------- |
| 2011  | Man on Ground             | Zodwa                  |
| 2014  | Hard to get               | Skiets                 |
| 2015  | While You Weren't Looking | Shado                  |
| 2015  | Tell Me Sweet Something   | Tshaka                 |
| 2016  | Wonder Boy For President  | Mbali Sithole          |
| 2018  | Measure of A Woman        | Charlie                |
| 2019  | Into Infinity             | Katherine 'Kit' Makena |
| 2021  | Trapped                   | Thando                 |